# Razan
Razan (farsi رزن) è il capoluogo dello shahrestān di Razan, circoscrizione Centrale, nella provincia di Hamadan. Aveva, nel 2006, una popolazione di 11.390 abitanti.